# 大阪市立難波中学校
大阪市立難波中学校（おおさかしりつなんばちゅうがっこう）は、大阪府大阪市浪速区にある公立中学校。

## 沿革
学制改革に伴い、浪速区で最初の中学校として1947年、大阪市立浪速第一中学校の名称で創立した。創立当初は浪速区全域を校区としていた。開校当初は大阪市立大国小学校・大阪府立今宮中学校（現在の大阪府立今宮高等学校）の2ヶ所に仮校舎を設置していた。
翌1948年には、戦災のために廃校となった旧桜川国民学校の跡地に移転した。当時の敷地は浪速区桜川2丁目1068番地（現在の桜川3丁目・地下鉄桜川駅南側）にあった。
戦災からの復興により生徒数が増加したため、1949年には大阪市立浪速第二中学校（現在の大阪市立日本橋中学校）を設置し、区の東部を日本橋中学校校区へと分離している。
大阪市立の新制中学校について、区名と番号での校名をやめ、地名などを取り入れた学校名称へと一斉に変更されることになったことに伴い、1949年6月には大阪市立浪速西中学校へと改称している。さらに1956年には現在の校名、大阪市立難波中学校への改称をおこなっている。
1953年には浪速区西神田町799番地（現在の塩草1丁目）・旧制難波高等小学校跡に塩草分校を設置した。塩草分校には1956年、大阪市で最初の養護学級の一つでもある、知的障害児向けの養護学級が設置された。塩草分校は1959年、新設の大阪市立難波養護学校（後年に別の場所に移転。現在の大阪府立難波支援学校）に敷地を転用することになったことに伴い廃止されている。塩草分校での障害児教育の実践は、難波支援学校のルーツの１つとなっている。
また1955年には大国分校を設置した。大国分校は翌1956年、大阪市立木津中学校として独立開校した。
1962年から1965年にかけて現在地に移転している。桜川の旧校舎跡はショッピングセンターやUR都市機構桜川市街地住宅となっている。

### 年表
- 1947年4月1日 - 大阪市立浪速第一中学校として開校。
- 1947年4月21日 - 開校式と第1期生入学式を実施。この日を創立記念日とする。
- 1948年5月17日 - 旧桜川国民学校跡に移転。
- 1949年4月1日 - 大阪市立浪速第二中学校（現在の大阪市立日本橋中学校）を分離。
- 1949年6月1日 - 大阪市立浪速西中学校と改称。
- 1950年9月3日 - ジェーン台風で校舎床上浸水の被害。
- 1953年6月1日 - 浪速区西神田町799番地（現在の塩草1丁目）に塩草分校を設置。
- 1955年4月1日 - 浪速区貝柄町2番地（現在の戎本町1丁目）に大国分校を設置。
- 1956年4月1日 - 大国分校が大阪市立木津中学校として独立開校。
- 1956年4月1日 - 塩草分校に知的障害児向けの養護学級を設置。
- 1956年8月25日 - 大阪市立難波中学校と改称。
- 1959年4月1日 - 塩草分校を廃止。同分校校舎は新設の大阪市立難波養護学校に引き継がれる。
- 1962年4月1日 - 浪速区塩草町1145番地（現在地・当時の住所表示）に分校を設置。
- 1964年6月1日 - 塩草町の分校（現在地）を本校とし、従来の校舎を分校とする。学校の本部機能を移転。
- 1965年8月31日 - 現在地の校舎に完全統合。
- 1995年3月7日 - 新校舎・正門が竣工。

## 通学区域
- 大阪市立塩草立葉小学校、大阪市立栄小学校の通学区域。

大阪市浪速区 稲荷、桜川、塩草、湊町（一部）、芦原、木津川、久保吉、立葉、浪速西、浪速東。

## 交通
- 地下鉄千日前線・阪神なんば線 桜川駅 南へ約700m。
- 地下鉄四つ橋線 難波駅 南西約1km。
- JR西日本大阪環状線 芦原橋駅 北東へ約500m。
- 南海汐見橋線 芦原町駅 北東へ約600m。
- JR西日本 関西本線（大和路線） JR難波駅 南西へ約800m。
- 大阪シティバス 難波中学校前バス停

## 出身者
- Rover - 歌手（ベリーグッドマン）
- HiDEX - 歌手（ベリーグッドマン）